# 맨데이트: 신이 주신 임무
"맨데이트 신이 주신 임무"는 2008년에 개봉한 대한민국의  영화인데 "허접한 컴퓨터 그래픽이다", "우뢰매보다 못한 수준이다" 등의    혹평을 받아 실패의 쓴맛을 봤다.

## 캐스팅
- 재희 : 최강 역- 고스트 헌터
- 유다인 : 신 기자 역- 고스트 헌터
- 심원철 : 이 반장 역
- 이상훈 : 찬수 역
- 진태이 : 진 형사 역
- 박동혁 : 박 형사 역
- 박재홍 : 박 형사 역
- 박한세 : 경식 역
- 김재성 : 탕 역 - 악령
- 윤달 : 연수 역
- 최은미 : 리포터 역
- 김주비 : 경숙 역
- 박정미 : 경식 모 역
- 강인아 : 연수 모 역
- 이미지 : 정윤 역
- 전솔림 : 미희 역
- 김세나 : 골목녀 역
- 오상훈 : 빙의남 역
- 손소연 : 미쓰 양 역
- 강만희 : 목사 역
- 김민철 : 어린 최강 역
- 강재은 : 목격자 1 역
- 김태욱 : 목격자 2   역
- 김용수 : 강기수 역
- 김영호 : 노인 역
- 송용호 : 최강 부 역
- 심혜규 : 신기자 모 역